# Grande Prêmio de Plumelec-Morbihan
O Grande Prêmio de Morbihan (oficialmente: Grand Prix de Morbihan) é uma corrida de ciclismo profissional francesa de um dia, que se disputa em Plumelec, no departamento de Morbihan (Bretanha) e seus arredores,  no final do mês de maio ou inícios do mês de junho. Faz parte de um evento mais amplo no que disputam várias corridas, incluindo uma cicloturista e desde 2011 conta com uma versão feminina denominada como Grande Prêmio de Plumelec-Morbihan Feminino.
A masculina disputa-se ininterruptamente desde 1974, a excepção dos anos 1979 e 2005 quando não se celebrou por problemas orçamentais. Desde a criação dos Circuitos Continentais da UCI em 2005 até 2019 partiu do UCI Europe Tour, dentro da categoria 1.1, passando em 2021 a fazer parte do UCI ProSeries. A corrida também é pontuável para a Copa da França de Ciclismo.
A prova tem tido as seguintes denominações oficiais:
- Grand Prix de Plumelec (desde 1974 até 1988)
- À travers lhe Morbihan (desde 1990 até 2004)
- Grand Prix de Plumelec-Morbihan (desde 2006 até 2019)
- Grand Prix de Morbihan (desde 2021)

Em 2015 criou-se La Classique Morbihan, corrida de similares características, primeiro de categoria 1.2 e desde 2016 de categoria 1.1, que se disputa um dia antes e serve como começo ao evento.

## Palmarés
| Ano                                                       | Vencedor                | Segundo                 | Terceiro                   |           |
| --------------------------------------------------------- | ----------------------- | ----------------------- | -------------------------- | --------- |
| Grand Prix de Plumelec                                    |                         |                         |                            |           |
| 1974                                                      | Roger Pingeon           | Georges Talbourdet      | Patrick Béon               |           |
| 1975                                                      | Georges Talbourdet      | Jean-Claude Meunier     | Guy Leleu                  |           |
| 1976                                                      | Robert Alban            | Raymond Martin          | Roland Smet                |           |
| 1977                                                      | André Chalmel           | Jacques Bossis          | André Corbeau              |           |
| 1978                                                      | Raymond Martin          | Pierre Bazzo            | Régis Delépine             |           |
| 1979 edição não realizada                                 |                         |                         |                            |           |
| 1979                                                      | cancelado               | cancelado               | cancelado                  | cancelado |
| 1980                                                      | Christian Muselet       | René Bittinger          | Jean-Philippe Vandenbrande |           |
| 1981                                                      | Robert Alban            | Christian Levavasseur   | Pierre Le Bigaut           |           |
| 1982                                                      | Fabien De Vooght        | Gilbert Duclos-Lassalle | Robert Alban               |           |
| 1983                                                      | Laurent Fignon          | Christian Corre         | Alain Vigneron             |           |
| 1984                                                      | Pierre Bazzo            | Patrick Bonnet          | Jérôme Simon               |           |
| 1985                                                      | Marc Madiot             | Denis Roux              | Yvon Madiot                |           |
| 1986                                                      | Gilbert Duclos-Lassalle | Rudy Rogiers            | Thierry Barrault           |           |
| 1987                                                      | Johnny Weltz            | Laurent Biondi          | Bernard Vallet             |           |
| A travers lhe Morbihan                                    |                         |                         |                            |           |
| 1988                                                      | Frédéric Brun           | Gérard Rué              | Thierry Claveyrolat        |           |
| 1989                                                      | cancelado               | cancelado               | cancelado                  | cancelado |
| 1990                                                      | Johan Museeuw           | Etienne De Wilde        | Hendrik Redant             |           |
| 1991                                                      | Bruno Cornillet         | Peter de Clercq         | Søren Lilholt              |           |
| 1992                                                      | Peter de Clercq         | Marcel Wüst             | Franck Boucanville         |           |
| 1993                                                      | Marcel Wüst             | Jans Koerts             | Jaan Kirsipuu              |           |
| 1994                                                      | Peter de Clercq         | François Simon          | Ronan Pensec               |           |
| 1995                                                      | Francis Moreau          | Jaan Kirsipuu           | Christophe Leroscouet      |           |
| 1996                                                      | Johan Capiot            | Jaan Kirsipuu           | Niko Eeckhout              |           |
| 1997                                                      | Christophe Agnolutto    | Jacky Durand            | Xavier Jan                 |           |
| 1998                                                      | Laurent Desbiens        | Cyril Saugrain          | Dominique Rault            |           |
| 1999                                                      | Patrice Halgand         | Laurent Desbiens        | Johan De Geyter            |           |
| 2000                                                      | Patrice Halgand         | Serguei Yakovlev        | Dave Bruylandts            |           |
| 2001                                                      | Gilles Maignan          | Stuart O'Grady          | Rubén Díaz de Cerio        |           |
| 2002                                                      | Laurent Lefèvre         | Nicolas Vogondy         | Stéphane Heulot            |           |
| 2005 edição não realizada Grand Prix de Plumelec-Morbihan |                         |                         |                            |           |
| 2003                                                      | Nicolas Vogondy         | Sylvain Chavanel        | Andy Flickinger            |           |
| 2004                                                      | Thomas Voeckler         | Laurent Paumier         | Pierrick Fédrigo           |           |
| 2005                                                      | cancelado               | cancelado               | cancelado                  | cancelado |
| 2006                                                      | Cédric Hervé            | Anthony Charteau        | Samuel Dumoulin            |           |
| 2007                                                      | Simon Gerrans           | Yann Huguet             | David Le Lay               |           |
| 2008                                                      | Thomas Voeckler         | Cyril Gautier           | Gianni Meersman            |           |
| 2009                                                      | Jérémie Galland         | Mickaël Larpe           | Blel Kadri                 |           |
| 2010                                                      | Wesley Sulzberger       | Renaud Dion             | Stéphane Augé              |           |
| 2011                                                      | Sylvain Georges         | Pierrick Fédrigo        | Jérémie Galland            |           |
| 2012                                                      | Julien Simon            | Samuel Dumoulin         | Javier Mejías              |           |
| 2013                                                      | Samuel Dumoulin         | Anthony Geslin          | Julien Simon               |           |
| 2014                                                      | Julien Simon            | Luis Ángel Maté         | Armindo Fonseca            |           |
| 2015                                                      | Alexis Vuillermoz       | Julien Simon            | Pierrick Fédrigo           |           |
| 2016                                                      | Samuel Dumoulin         | Alexis Vuillermoz       | Arthur Vichot              |           |
| 2020 edição não realizada Grand Prix de Morbihan          |                         |                         |                            |           |
| 2017                                                      | Alexis Vuillermoz       | Jonathan Hivert         | Samuel Dumoulin            |           |
| 2018                                                      | Andrea Pasqualon        | Julien Simon            | Samuel Dumoulin            |           |
| 2019                                                      | Benoît Cosnefroy        | Jesús Herrada           | Odd Christian Eiking       |           |
| 2020                                                      | cancelado               | cancelado               | cancelado                  | cancelado |
| 2021                                                      | Arne Marit              | Bryan Coquard           | Elia Viviani               |           |
| 2022                                                      | Julien Simon            | Alexander Kristoff      | Jake Stewart               |           |
| 2023                                                      | Arnaud De Lie           | Romain Grégoire         | Rasmus Tiller              |           |
| 2024                                                      | Benoît Cosnefroy        | Axel Zingle             | Arnaud De Lie              |           |
| 2025                                                      |                         |                         |                            |           |

## Palmarés por países
Atualizado após edição de 2023
| País      | Vitórias |
| --------- | -------- |
| França    | 35       |
| Bélgica   | 6        |
| Austrália | 2        |
| Dinamarca | 1        |
| Alemanha  | 1        |
| Itália    | 1        |